# Pauline Lauters
Pauline Lauters, née à Bruxelles le 1er décembre 1834 et morte le 10 mai 1918 à Paris, est une chanteuse d'opéra du XIXe siècle qui a créé de grands rôles de soprano et de mezzo à l'Opéra de Paris. Sa voix a été qualifiée de voix de « soprano de grande étendue ».
Elle est la fille du peintre Paul Lauters.

## Vie et carrière
Née Pauline Lauters, elle épouse l'architecte Deligne en 1853, puis, en 1858, le premier ténor Louis Gueymard, qui s'en sépare juridiquement en 1868,.

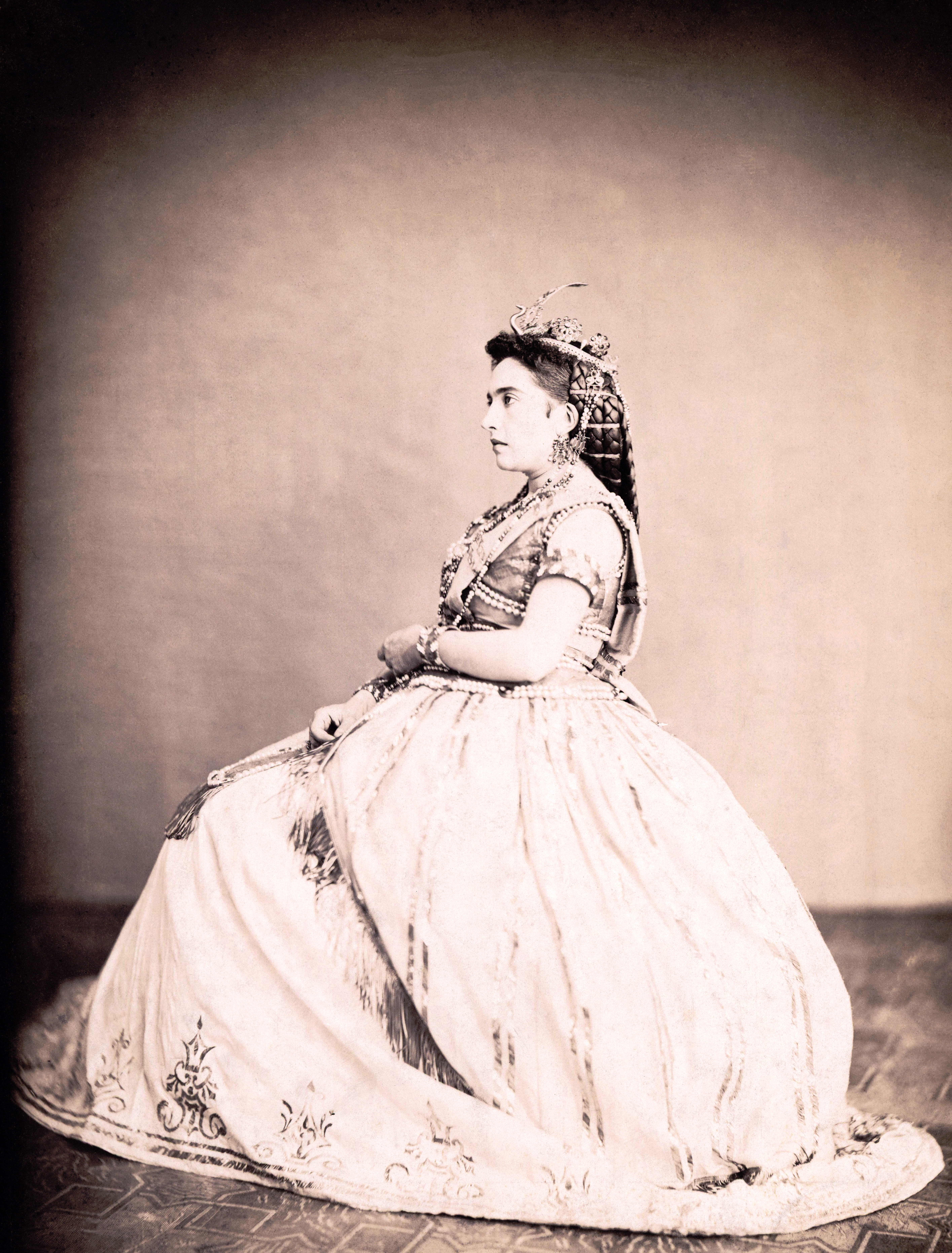
Pauline Guéymard-Lauters dans La Reine de Saba.

Au Théâtre-Lyrique de Paris, sous le nom de Deligne-Lauters, elle interprète le rôle-titre du Billet de Marguerite de Gevaert (créé le 7 octobre 1854), celui d'Annette dans Robin des Bois (L'Agathe de Der Freischütz) en 1855 et celui de Margarita dans Les Lavandières de Santarem de Gevaert (créées le 27 octobre 1855). À la fin de 1855, elle quitte la compagnie pour faire une tournée en Bretagne.
Elle débute à l'Opéra de Paris le 12 janvier 1857 en interprétant le rôle de Léonore lors de la première de la nouvelle version française d'Il Trovatore de Verdi. Elle crée aussi le rôle de Lilia dans Herculanum de Félicien David (le 4 mars 1859) et celui de Laura dans Pierre de Médicis du prince Joseph Poniatowski.
Parmi ses autres rôles parisiens, elle interprète celui de Valentine dans Les Huguenots, crée celui de Balkis dans La Reine de Saba en 1862 et interprète ceux de Gilda dans La Mule de Pedro de Victor Massé en 1863, de Donna Elvira dans Don Giovanni et d'Alde dans Roland à Roncevaux de Mermet,
Le 11 mars 1867, Lauters crée le rôle de la princesse Eboli dans Don Carlos à l'Opéra de Paris. La contralto Rosine Bloch était censée chanter ce rôle, mais Perrin a persuadé Verdi d'adapter le rôle et de le transposer pour Lauters, plus vieille et d'une voix plus élevée, ce qui a posé des problèmes de tessiture à des interprètes postérieures.
Lauters crée aussi la reine Gertrude dans Hamlet de Thomas le 9 mai 1868 et Myrrha dans La Coupe du roi de Thulé d'Eugène-Émile Diaz en janvier 1873.
Retirée de la scène depuis 1876, elle meurt le 10 mai 1918 au no 38 de la rue Nicolo. Ce logement avait appartenu jusqu'en 1899 au millionaire Jean-Hubert Debrousse, qui en avait légué la propriété à l'Assistance publique, en laissant l'usufruit à l'ancienne chanteuse.